# 高橋惠留
高橋惠留（日语：高橋 めぐる，6月22日—），日本女性配音員。出身於千葉縣。A型血。

## 人物簡介
ARTSVISION所屬，日本播音演技研究所出身。
為人熟悉的代表配音作品有《激戰！彈珠人》的鮫島海斗、《積木戰士》的大神紅蓮／布雷文、《勇敢節拍》的風車響。
興趣：購物、電影鑑賞、讀書、音樂鑑賞、格鬥技觀戰。特長：游泳、打籃球、模仿。

## 演出作品
※粗體字表示說明飾演的主要角色。

### 電視動畫
2010年
- 黑執事II（小孩）

2011年
- 激戰！彈珠人（2011～2013，鮫島海斗[3]）2系列
- SKET DANCE（社員A）

2012年
- 翡翠森林狼與羊 ～秘密的朋友～（波羅）

2013年
2014年
- 即使如此世界依然美麗（少年）
- 積木戰士（大神紅蓮／布雷文[4]）

2015年
- 勇敢節拍（日语：ブレイブビーツ）（2015～2016，風車響[5]、拉敏王子）

2016年
- 夢幻慶典（2016～2017，天宮奏的弟弟〈天宮律〉）2系列

### OVA
- Starry☆Sky（女性1）

### 網路動畫
2017年
- 夢幻慶典R（天宮律）

## 外部連結
- ARTSVISION公式官網的聲優簡介 （页面存档备份，存于） （日語）
- （日語）－高橋惠留的官方個人部落格。